# Centropyge flavipectoralis
Centropyge flavipectoralis är en fiskart som beskrevs av Randall och Klausewitz, 1977. Centropyge flavipectoralis ingår i släktet Centropyge och familjen Pomacanthidae. IUCN kategoriserar arten globalt som livskraftig. Inga underarter finns listade i Catalogue of Life.